# Писаница
Писаница е село в Южна България. То се намира в община Смолян, област Смолян.

## География
Писаница се намира в рида Букова планина на Средните Родопи, свързващ Переликския и Преспанския дялове. Селото е разположено югоизточно от връх Снежанка, на около 6 км северно от град Смолян.
Асфалтиран път (широк около 6 м), отклонение от основния път Смолян-Пловдив през Рожен, стига до с. Писаница и продължава до съседното село Хасовица. От отклонението до селото разстоянието е 3 км. Отклонението е непосредствено след Паметника и преди с. Бостина.

## История
Селото е основано преди около 300 години от българи, бягащи от насилствено ислямизиране. Според местните легенди Мара войвода, или по-точно „дели-Мария“ (село Ичера) е пазила подстъпите към селото и е била заплаха за всеки турчин, дръзнал да се изкачва към него.
В книгата на Атанас Саламбашев – „Местните имена в смолянско“, е отделено място на фамилните имена, които издават произхода на заселниците. Част от тях идват от беломорските скатове на Родопите, други се заселват в Писаница от съседните села – напр. Левочево, Райково, Устово и т.н.
По-големите родове, излезли от селото са: Грозеви, Каракостови, Берови, Ламбреви, Керкелови, Добрикови и др.
До края на Балканската война, Писаница се намира в границите на Османската империя (впоследствие Турция). Като част от българската държава, с. Писаница не получава онова внимание като населено място, което би могло да се определи като необходимо. Пътят към селото е асфалтиран едва в средата на 80-те години на XX век, нито едно правителство или местна управа не е положила усилия за задържането на жителите на селото в него.
До средата на XX век селото е било доста многолюдно, но поради колективизацията на обработваемата земя и горите от правителството на ОФ, съпътствана от миграцията на зидари от Писаница и Хасовица към по-големите градове (основно Пловдив) се е обезлюдило почти напълно. От 90-те години на XX век частично се възражда като вилна зона през летния сезон.

## Религии
Източно-православно християнство.

## Културни и природни забележителности
Строежът на църквата „Св. Богородица“ в Писаница започва през 1884 г. и завършва с освещаването ѝ през 1885 г. Постройката на църквата е тип обикновена базилика с полусферично олтарно помещение. Зидарията е каменна, като покривът допреди няколко години е бил покрит с каменни плочи с черен цвят – т.нар. на родопски тикли. Храмът е сравнително добре поддържан, като се има предвид, че възрастта на хората, които се грижат за него не е никак ниска, макар преддверието към западния вход да се използва и като склад за дърва. Енорията на с. Писаница няма собствен свещенослужител и се обгрижва от единия от двамата енорийски свещеници на кв. Устово в гр. Смолян – йерей Димитър Михайлов.
Преди изграждането на централен водопровод в селото, жителите му са се снабдявали с вода от местен водоизточник, наречен „Студената вода“ находящ се в самото село – по пътя към с. Хасовица. Също по пътя за с. Хасовица, в местността „Просището“ се намира гробищният парк на селото.
В Писаница, от известно време, се намира и къща за гости „Родопчанка“, която дава някаква възможност да се разгледа част от културата и традициите на Средните Родопи.

## Редовни събития
Съборът на селото се състои на храмовия празник на църквата – 15 август всяка година. До 90-те години на ХХ в. събора се провежда на 16-ти август, тъй като селото няма собствен свещенослужител и свещеникът от Устовския храм идва един ден по-късно в Писаница. Обикновено се прави курбан в църковния двор. По това време селото е доста оживено, като на празника пристигат и хора, които нямат родов корен в Писаница, а са просто посетители.

## Други
В края на 70-те години на XX век е построена почивна станция и учебна база на Международната Есперантска школа, но през 90-те тя запада.
Всъщност, много важен факт е, че за да бъде построена сградата на тази школа, е било необходимо разрушаването на тогавашното училище, което след постройката на църковния храм е притежавало най-просторни помещения за провеждане на обществени мероприятия като вечеринки, събрания, кинопрожекции от пътуващо кино и т.н. Идеята за база на Есперантския съюз и строежа са осъществени и със съдействието на хора от село Писаница като Ваньо Перфенов, Георги Добриков и много други. Курсове по Есперанто са се провеждали от началото на 70-те години в сградата на училището.

### Кухня
Типичните за Родопите петатник, родопски клин, колаци – т.нар. колачкове (като палачинки с кисело мляко, вместо с прясно), фасул, сармички със зелеви листа – т.нар. апрачкове, чеверме.